# Amandla (album)
Pour les articles homonymes, voir Amandla.
Albums de Miles Davis
Siesta (bande originale)
(1987) Aura
(1989)
Amandla est un album de jazz fusion de Miles Davis sorti en 1989.

## Historique
Amandla est le cri de ralliement zoulou utilisé des décennies en Afrique du Sud par les opposants au régime d'apartheid. Par ce titre, ainsi qu'avec l'album Tutu, Miles Davis rend hommage à leur cause.
Il s'agit de l'ultime album studio de Miles Davis. Suivront encore des enregistrements posthumes, des bandes originales et des live. Dans un style très proche de Tutu, l'album est aussi influencé par le zouk antillais de Kassav', exubérant et joyeux, et le go-go une forme de funk. Marcus Miller est omniprésent à la production, compositions et multi-instrumentiste. C'est la première apparition chez Miles de Kenny Garrett au saxophone alto.
La pochette de l'album est un dessin de Jo Gelbard d'après l'idée de Quincy Troupe. Il superpose le portrait de Miles sur une carte de l'Afrique.
Jo-Jo est un hommage à Jo Gelbard, la nouvelle compagne de Miles Davis, Mr. Pastorius à Jaco Pastorius le bassiste de jazz décédé en 1987.

## Titres
| No | Titre        | Musique       | Durée |
| -- | ------------ | ------------- | ----- |
| 1. | Catembe      | Marcus Miller | 5:35  |
| 2. | Cobra        | George Duke   | 5:45  |
| 3. | Big Time     | Marcus Miller | 5:40  |
| 4. | Hannibal     | Marcus Miller | 5:49  |
| 5. | Jo-Jo        | Marcus Miller | 4:51  |
| 6. | Amandla      | Marcus Miller | 5:20  |
| 7. | Jilli        | John Bigham   | 5:05  |
| 8. | Mr Pastorius | Marcus Miller | 5:41  |

## Musiciens
- Miles Davis (trompette) 1-2-3-4-5-6-7
- Marcus Miller (Basse, clarinette, saxophone et synthé) 1-2-3-4-5-6-7-8
- Kenny Garrett (Alto saxophone) 1-2-3-4-5-6-7
- Jean-Paul Bourelly (Guitare) 3-5
- Paulinho Da Costa (Percussions) 4-5
- Joe Sample (Piano) 6
- Omar Hakim (Batterie) 4-6
- Don Alias (Percussions) 1-3-6
- Bashiri Johnson (Percussions) 6
- Foley (Guitare) 3-4-7
- John Bigham (Batterie, guitare, synthé) 7
- Ricky Wellman (Batterie) 3-7
- Billy "Spaceman" Patterson (Guitare) 7
- Al Foster (Batterie) 8
- Jason Miles (Synthé) 8
- Mino Cinelu (Percussions) 1
- George Duke (Synthé) 2
- Michael Landau (Guitare) 2
- Joey DeFrancesco (Synthé) 2

## Citations
« Le groupe antillais Kassav' a influencé en partie la musique du disque sur lequel Marcus Miller, Tommy LiPuma et moi travaillons. Il s'intitule "Amandla", ce qui veut dire "pouvoir, force" en zoulou, une des langues d'Afrique du Sud. »

— Miles. L'autobiographie, Miles Davis avec Quincy Troupe, Presses de la Renaissance, 1989.

« La musique de Kassav l'a complètement retourné. Après m'avoir emprunté le CD et l'avoir écouté pendant trois jours; il a demandé à Larry Blackmon et Marcus Miller d'écrire quelque chose en se basant sur les rythmes et la sensibilité musicale de Kassav pour l'album sur lequel ils travaillaient. Cet album devint finalement "Amandla". »

— Quincy Troupe, Miles Davis. Miles et moi, 2009, p.71 et 72.